# Apocalipsi Z: El principi de la fi
Apocalipsi Z: El principi de la fi (títol original en castellà, Apocalipsis Z: El principio del fin) és una pel·lícula catalana postapocalíptica de terror i acció dirigida per Carles Torrens i escrita per Ángel Agudo, basada en la novel·la homònima de Manel Loureiro. És protagonitzada per Francisco Ortiz, José María Yazpik, Berta Vázquez i María Salgueiro. Es va exhibir per primer cop al Festival de Cinema de Sitges el 4 d'octubre de 2024, i es va estrenar a Prime Vídeo el 31 d'octubre de 2024. Gravada originalment en castellà, ha estat doblada i subtitulada al català.

## Trama
L'any 2024, una estranya malaltia similar a la ràbia comença a estendre's sense fre per tot el planeta, i transforma la gent en criatures extremadament agressives. Però en Manel (Francisco Ortiz) fa temps que viu la seva pròpia apocalipsi –encara no ha superat la pèrdua de la seva dona en un accident l'any anterior, i des de llavors està deprimit i aïllat de la seva família, juntament amb en Lúculo, el seu gat, com a única companyia. Quan la malaltia pren encara més força, la seva germana Belén (Marta Poveda) insisteix que deixi Vigo i es reuneixi amb ella a les Canàries, però el pla fracassa. En Manel ha de parapetar-se a casa seva, recorrent al seu enginy i habilitats per a sobreviure. No obstant això, ell i en Lúculo aviat es veuen empesos a sortir, i s'aniran trobant, per terra i per mar, amb companys de viatge improbables però essencials.

## Repartiment
- Francisco Ortiz com a Manel
- José María Yazpik com a Prittxenko
- Berta Vázquez com a Lucía
- María Salgueiro com a Sor Cecilia
- Amalia Gómez com a Gabriela
- Marta Poveda com a Belén
- Iria del Riu com a Julia
- Oriol Ruiz com a Mario
- Iuri Mikhailitxenko com a Uixakov

## Producció
El 25 de març de 2023, durant l'esdeveniment de Prime Video Presents España en el qual la plataforma va presentar les seves futures produccions espanyoles, es va anunciar la pel·lícula de zombis Apocalipsis Z: El principi de la fi, basada en la novel·la homònima de Manel Loureiro, la qual seria dirigida per Carles Torrens, escrita per Ángel Agudo i protagonitzada per Francisco Ortiz. El rodatge de la pel·lícula va començar a finals de maig de 2023 a Galícia, amb José María Yazpik, Berta Vázquez, María Salgueiro, Amalia Gómez, Marta Poveda, Iria del Riu, Iuri Mikhailitxenko i Oriol Ruiz confirmats com els altres actors del repartiment. Entre les localitzacions del rodatge s'inclouen Cobres, Vigo, Pontevedra i Barcelona.

## Estrena i màrqueting
El 12 de juliol de 2024, Prime Video va llançar el tast del film i va anunciar que s'estrenaria en la plataforma el 31 d'octubre de 2024. Dies després, es va anunciar que, abans del seu llançament en estríming, la pel·lícula s'estrenaria per primer cop all Festival de Cinema de Sitges el 4 d'octubre. El 8 d'octubre de 2024, Prime Video va llançar el tràiler final de la pel·lícula.